# Tapijt

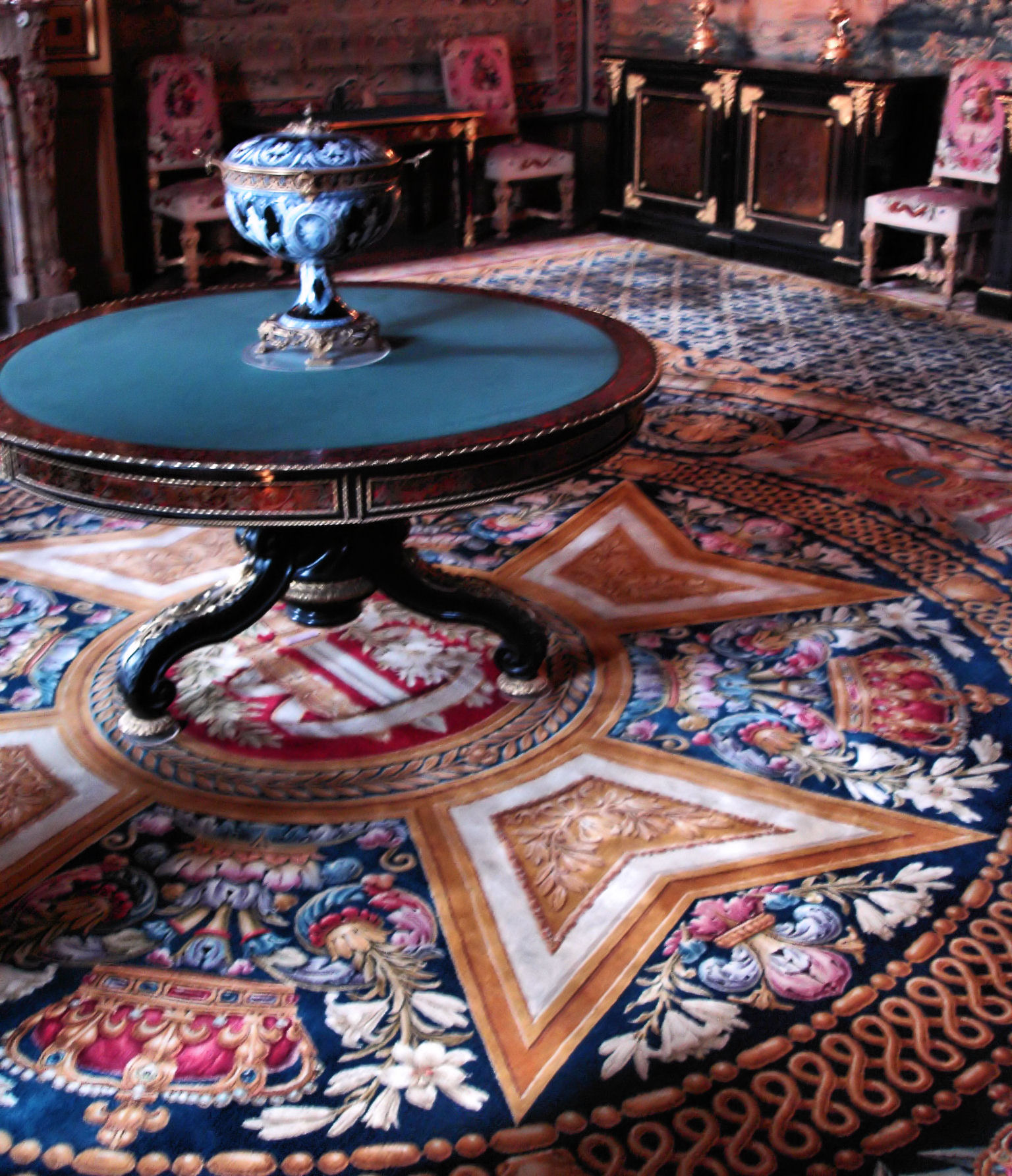
Een tapijt in het Kasteel van Fontainebleau

Bij tapijt wordt onderscheid gemaakt in vloertapijt en wandtapijt. Beide categorieën kunnen object zijn van beeldende kunst, als unica of in kleine series.  Bij  vloertapijt (vloerbedekking) wordt onderscheid gemaakt in los tapijt, ook wel genoemd karpet, dat op een andere vloerbedekking wordt gelegd, en vast tapijt, dat op maat gesneden (kamerbreed) de vloer geheel bedekt. Vast vloertapijt is ook leverbaar als tapijttegels. Vast tapijt is meestal een in grote hoeveelheden industrieel vervaardigd functioneel product, dat in de handel wordt gebracht op grote rollen (van meestal vier meter breed).
Tapijt bestaat uit een drager van jute of kunststof waarop een bovenkant, de pool, is aangebracht van losse draadeinden of lussen van materialen zoals wol, 

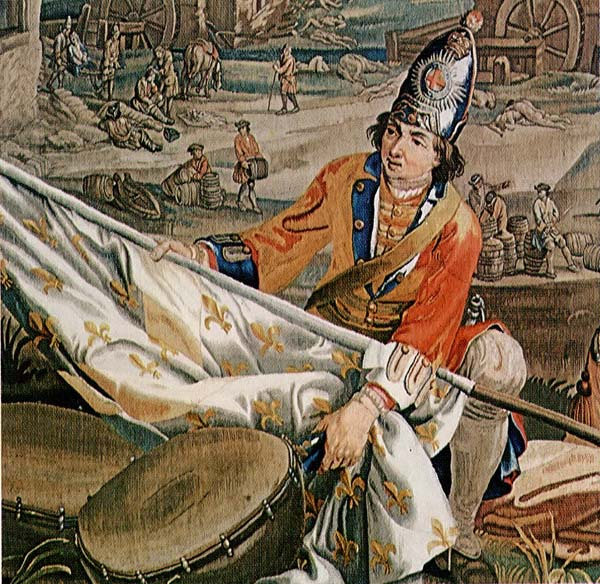
Britse grenadier op een tapijt van de Slag van Höchstädt
(1704), Judocus de Vos, Blenheim Palace

Daarnaast is een tapijt of karpet een los vloer- of wandkleed van dezelfde samenstelling als tapijt, en vaak geknoopt of geweven in een patroon of voorstelling.
Het woord tapijt is afkomstig van het Perzische woord (تافته) tafta dat geweven betekent. In het Proto-Indisch is dit woord "taxta" (van tax: weven, werken), verwant met textiel.
Bekende tapijtsoorten zijn het Aubussontapijt, Armeens tapijt of karpet, Perzisch tapijt, Kaukasisch tapijt, Turkmeens tapijt, berbertapijt en de tapijten uit de (Franse) Manufacture de la Savonnerie. Een beroemd middeleeuws tapijt is het Tapijt van Bayeux.
Tapijt wordt gemaakt in het buitenland, maar het tapijt wat wij kennen wordt vooral gemaakt in de Tapijtstad Genemuiden. In deze stad wordt al jaren lang tapijt gemaakt door een aantal grote fabrieken. Vroeger werden er veel matten gemaakt van ‘Buuzen’, dit zijn waterplanten (biezen)., voornamelijk de mattenbies en de ruwe bies.

## Methoden van leggen of aanbrengen
- Lijmen op de vloer of op een speciale onderlaag.
- Plakken met dubbelzijdig plakband langs de randen; dit is alleen mogelijk bij kleinere oppervlakken.
- (Vast)nieten (als vervanging van de vroeger gebruikte kopspijkers). Behalve bij trappen, wordt nieten weinig meer toegepast. Dit komt vooral door de opkomst van de betonvloer met de cementdekvloer als afwerking.
- Vastzetten op spijkerlatten langs de randen van de kamer. Deze latten worden op hun beurt op de vloer gelijmd of gespijkerd. De spijkerlatten staan iets van de kant af, zodat de tapijtrand met speciaal gereedschap om de spijkerlatten heen en tussen de plinten en spijkerlat geduwd kan worden. Op dat moment spant men het tapijt iets met een spanner. Daarom noemt men deze methode ook wel spannen.
- Geheel los. Dit werkt goed bij kleinere vertrekken waarbij het tapijt kamerbreed gelegd kan worden, dus zonder naden. Zeker wanneer er voldoende meubilair in de kamer staat, zal het tapijt goed blijven liggen. Het tapijt kan gemakkelijk weer worden verwijderd, zonder lijmresten en zonder beschadiging.

## Video
- Bioscoopjournaal uit 1947 over de fabricatie van tapijten

## Varia
- De tapijtkever is een insect dat zich in bepaalde typen tapijten prima thuis voelt. Zelfs de schutkleur lijkt er op te zijn aangepast.